# Hockey Femminile Libertas San Saba
L'Hockey Femminile Libertas San Saba era una società italiana di hockey su prato femminile di Roma che militava nel campionato di A1 della disciplina.

## Storia
La polisportiva capitolina San Saba nasce nel 1953, l'hockey su prato arriva nel 1962 e nel 1970 viene integrata la sezione femminile fondata nel 1968 da due componenti della formazione maschile.
Il primo titolo societario arrivò nel 1975 con la vittoria del campionato Indoor.
Successivamente la società si affermò anche a livello assoluto cogliendo vittorie sia nel campionato che nella coppa nazionale.
Non mancano vittorie anche a livello giovanile.

## Albo d'oro

### Competizioni nazionali
- Scudetto: 9

1987-88, 1998-99, 2000-01, 2001-02, 2002-03, 2004-05, 2008-09, 2009-10, 2010-11
- Scudetto indoor: 6

1975, 1978, 1998-99, 1999-00, 2000-01, 2005-06
- Coppa Italia: 7

1975, 1976, 1997-98, 1999-00, 2000-01, 2004-05, 2005-06

### Competizioni internazionali
- Coppa dei Campioni (poule C): 1

2000

### Competizioni giovanili
- Campionato italiano Under-18: 4

1990-91, 1999-00, 2010-11, 2011-12
- Campionato italiano Under-19: 1

2014-15
- Campionato italiano Under-19 indoor: 1

2014-15
- Campionato italiano Under-21: 2

2015-16, 2018-19
- Campionato italiano Under-14: 2

1996-97, 1998-99